# Robert Gordon
Robert Ira Gordon (Bethesda (Maryland), 29 maart 1947 – Manhattan (New York), 18 oktober 2022) was een Amerikaanse zanger en songwriter.

## Jeugd
Robert Gordon groeide op in Bethesda, een voorstad van Washington. Het voornemen om muzikant te worden, kwam bij hem op tijdens een zomerkamp in 1962, toen hij daar na aansporing van zijn ook aanwezige broer de song Lonely Teardrops zong.
Zijn rock-'n-roll-carrière begon in 1964, toen hij op 17-jarige leeftijd de band The Confidentials oprichtte. In 1967 trouwde hij met zijn jeugdliefde en verhuisde met haar in 1970 naar New York, waar hij een kledingzaak opende. Na de scheiding in 1975 vervoegde hij zich bij de band Tuff Darts, die punkrock speelden. In 1976 verscheen Gordon in de film Unmade Beds, die werd gedraaid door Amos Poe en zich muzikaal in de sfeer van de punk en new wave afspeelde.

## Carrière
Gordon werd ontdekt door muziekproducent Richard Gottehrer tijdens een repetitie met de Tuff Darts. Hij was onder de indruk van zijn stem en de manier waarop hij One Night van Elvis Presley zong. Beide mannen converseerden over de opname van een rock-'n-roll-plaat, waarvoor Gordon de legendarische gitarist Link Wray contracteerde. Hun eerste gezamenlijke lp bevatte overwegend coverversies van oude opnamen, zoals Red Hot van Billy Lee Riley en Twenty Flight Rock van Eddie Cochran en was baanbrekend voor de opkomende neo-rockabilly-trend. Zijn manier van presenteren imponeerde zelfs veel artiesten uit de jaren 1950. Volgens Sonny Burgess, die eens bij het legendarische Sun Records onder contract had gestaan, was Gordon een van de beste zangers, die hij ooit had gehoord.
In 1978 volgde een verdere plaat met Link Wray, waarbij ook The Jordanaires en Bruce Springsteen waren betrokken. Springsteen schreef voor Gordon de song Fire. Toen de navraag naar de nieuwe lp net op gang kwam, ging het label Private Stock tot Gordons grote spijt failliet.
Aan het eind van 1978 tekende Gordon een contract bij RCA Victor, waarbij ook Elvis Presley onder contract stond. Ofschoon hij wel tevreden was met Wray's studio-opnamen, was hij dit niet met zijn liveopnamen en nam hij afscheid van Wray. Hij werkte voortaan samen met de gitarist Chris Spedding.
Zijn eerste plaat Rock Billy Boogie (februari 1979) voor RCA Victor haalde ondanks alles de hitlijst van de 100 meest verkochte lp's. Terwijl het volgende album Bad Boy slechts aarzelend verkocht, bleek de daaropvolgende lp Are You Gonna Be the One het bijzonder goed te doen met meer dan 200.000 verkochte exemplaren en werd tevens Gordons best verkochte lp überhaupt. Desondanks werd de samenwerking spoedig naar aanleiding van meningsverschillen betreffende de auteursrechten voor zijn volgende album door RCA beëindigd.
In 1981 werkte Gordon mee in de film The Loveless, een motorfilm die door de cultfilm The Wild One met Marlon Brando was geïnspireerd. De meeste daarin gespeelde songs werden gezongen en gecomponeerd door Gordon zelf. Op de cover van het album Greetings From New York…and More is hij te zien op een Harley-Davidson uit de film, die hij daarna in zijn woning plaatste.
Recent was Gordon weer de studio ingedoken. Samen met de Britse gitarist Chris Spedding had hij de laatste hand gelegd aan het album Hellafied. Zijn platenmaatschappij Cleopatra Records brengt de plaat eind november 2022 uit.

## Privéleven
De beëindiging van de samenwerking met RCA en de algemeen neergaande trend van de neo-rockabilly leidden bij Gordon niet alleen tot een carrièrebreuk, maar ook tot alcohol- en drugsproblemen. 
In 1995 trouwde hij voor de tweede keer. Met de in 2004 verschenen country-lp Satisfied Mind lukte hem de fel begeerde comeback.
Gordon overleed op 18 oktober 2022 op 75-jarige leeftijd, zo bevestigde zijn platenlabel. Hij stierf aan acute myeloïde leukemie. Zijn familie had onlangs hiervoor een GoFundMe-campagne gelanceerd.

## Discografie

### Albums
- 1977: Robert Gordon & Link Wray (Private Stock)
- 1978: Fresh Fish Special (Private Stock)
- 1979: Rock Billy Boogie (RCA Victor)
- 1980: Bad Boy (RCA Victor)
- 1981: Are You Gonna Be the One (RCA Victor)
- 1982: Too Fast To Live, Too Young To Die (RCA Victor)
- 1991: Greetings from New York City (New Rose)
- 1994: All for the Love of Rock ’N’ Roll (Viceroy)
- 1994: Black Slacks (Bear Family Records)
- 1998: Lost Album Plus (Bear Family Records)
- 2004: Satisfied Mind (Jungle)
- 2007: Rock Billy Boogie: RCA Years

- Bibliothèque nationale de France: cb13894615g (data)
- Gemeinsame Normdatei: 134388178
- International Standard Name Identifier: 0000 0000 5514 3982
- Library of Congress Control Number: n96001426
- MusicBrainz: 259a8d5f-d323-4b1c-897a-35ffdd7922c5
- Istituto Centrale per il Catalogo Unico: DDSV123833
- Virtual International Authority File: 49408111